# Sonia Manzano
Sonia Manzano Vela (Guayaquil, 27 de febrero de 1947) es una poeta, narradora y pianista ecuatoriana. Su literatura se centra principalmente en la experiencia de la mujer, con obras entre las que destacan Flujo escarlata (1999), que ganó el Premio Joaquín Gallegos Lara al mejor libro de cuentos del año, y Eses fatales (2005), considerada la primera novela lésbica escrita por una ecuatoriana.

## Biografía

### Infancia y estudios
Nació el 27 de febrero de 1947 en Guayaquil, provincia de Guayas. Realizó sus estudios secundarios en el Colegio 5 de junio, propiedad de su padre. Desde corta edad desarrolló interés por las letras y en particular por la música, influenciada por su madre y su hermana mayor, quienes tocaban el piano. Su interés por el piano la llevó a aprender a tocarlo de forma autodidacta, más tarde asistió a la Academia Santa Cecilia.
Realizó sus estudios superiores en la Universidad de Guayaquil, donde estudió ciencias filosófico-sociales y se doctoró en ciencias de la educación con mención en literatura. También asistió al Conservatorio Nacional de Música Antonio Neumane, del que se graduó en 1972.
Se casó a temprana edad con el docente Eduardo Villacrés, con quien tuvo a su primer hijo a los 16 años, y con quien posteriormente fundó el Colegio Integral Sudamericano. En 1980 fundó además, junto a su hermana Elina Manzano, la academia de piano Federico Chopin.

### Trayectoria literaria
Irrumpió en la literatura con la publicación en 1970 de algunos de sus poemas en el libro Generación Huracanada, que también era el nombre de un grupo literario al que Manzano perteneció. Su primer poemario apareció en 1972 con el nombre de El nudo y el trino. A éste le siguieron Casi siempre las tardes (1974), La gota en el cráneo (1976), La semana que no tiene jueves (1978), El ave que todo lo atropella (1980), Caja musical con bailarina incluida (1984), Carcoma con forma de paloma (1986) y Full de reinas (1991), este último alcanzando gran éxito en ventas.
En años posteriores publicó los poemarios Patente de Corza (1997), Último regreso a Edén (2007) y Espalda mordida por el humo (2014).
También ha destacado en el género de narrativa breve, siendo acreedora en 1989 del premio del Concurso de Cuento Feminista Ecuatoriano. Su obra Flujo escarlata obtuvo en 1999 el Premio Joaquín Gallegos Lara al mejor libro de cuentos del año. Su segundo libro de relatos, publicado en 2015 bajo el título Trata de viejas, reúne 10 relatos que tratan con humor negro la nostalgia, la soledad y la vejez.
Su primera novela, Y no abras la ventana todavía, obtuvo en 1993 el primer premio de la Bienal de Novela Ecuatoriana. A esta novela le siguieron Que se quede el infinito sin estrellas, publicada en 2001, y Eses fatales, publicada en 2005. En esta última, que Manzano calificó como «un discurso ginocéntrico en cuyo centro se enlazan las eses y las heces características de la soledad más aplastante», se exploran temáticas tales como la creación literaria, la soledad y el amor lésbico. Es además notoria por ser considerada la primera novela lésbica escrita por una autora ecuatoriana.
En 2013, publicó la novela Solo de vino a piano lento, que obtuvo una mención de honor en el Premio Jorge Icaza. La trama de la misma entreteje las vidas de una pianista llamada Zulema y de su prima Sofía con homenajes a distintos géneros musicales y al compositor argentino Astor Piazzolla. El crítico literario Antonio Sacoto la calificó en 2015 como la mejor novela escrita por una ecuatoriana en el siglo XXI hasta la fecha.
En 2024, publicó el poemario El vino de mi sombra, que presentó en agosto de ese año y fue el duodécimo libro de poesía de su carrera. Ese mismo año publicó además la novela Rapsodia en seco (2024), que sigue la historia de dos hermanas llamadas Eugenia y Anatolia, la primera una escritora que ha tenido problemas para hallar inspiración para una nueva obra, por lo que se distrae con tertulias literarias y con el reencuentro con un literato con quien tuvo un romance varias décadas atrás. Eugenia, por su lado, debe afrontar el recuerdo de una violación de años antes.

## Obras

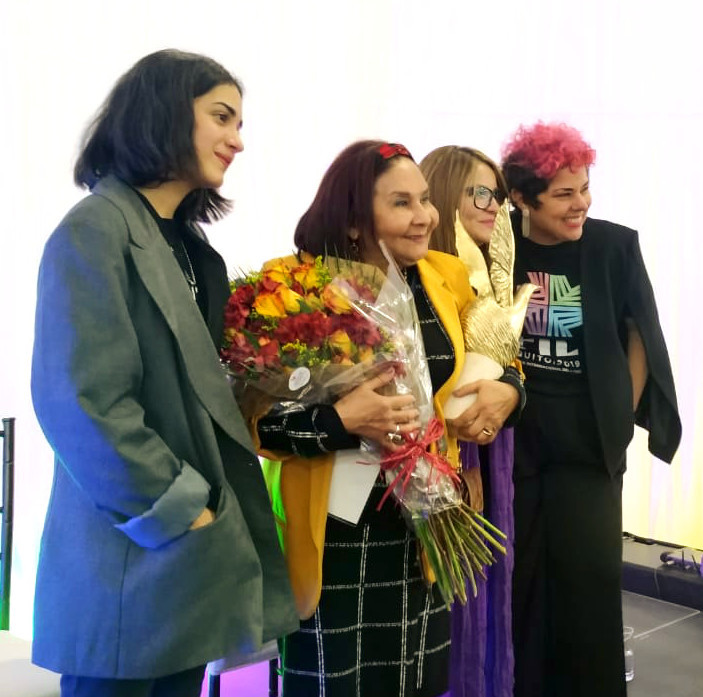
Sonia Manzano siendo premiada en la FIL de Quito 2019.

### Poesía
- El nudo y el trino (1972)
- Casi siempre las tardes (1974)
- La gota en el cráneo (1976)
- La semana que no tiene jueves (1978)
- El ave que todo lo atropella (1980)
- Caja musical con bailarina incluida (1984)
- Carcoma con forma de paloma (1986)
- Full de reinas (1991)
- Patente de Corza (1997)
- Último regreso a Edén (2007)
- Espalda mordida por el humo (2014)
- El vino de mi sombra (2024)

### Novelas
- Y no abras la ventana todavía (1993)
- Que se quede el infinito sin estrellas (2001)
- Eses fatales (2005)
- Solo de vino a piano lento (2013)
- Rapsodia en seco (2024)

### Cuentos
- Flujo escarlata (1999)
- Trata de viejas (2015)